# Who's That Girl World Tour
Who's That Girl World Tour var Madonnas andra konsertturné, och hennes första världsturné. Den marknadsförde hennes tredje studioalbum True Blue (1986) men också soundtracket Who's That Girl (1987). Madonna tvingades träna en hel del för att orka med danserna och koreografin. Hon samarbetade med Marlene Stewart för att ta fram kläderna till turnén och grundade arbetet i att gestalta hennes musikvideor på scenen. Scenen var enorm och hade bland annat fyra videoskärmar, flera projektorer och en trappa i mitten. Idén om att döpa turnén till Who's That Girl fick Madonna när hon under arbetet med turnén såg en gigantisk projektion av sig själv på en av skärmarna.
Showen bestod av sju kostymbyten, sång- och dansrutiner, skådespel, sociala frågor (under "Papa Don't Preach") och extranummer. Extranumren var "La Isla Bonita", "Who's That Girl" och "Holiday". Turnén uppskattades av kritiker som bland annat berömde Madonnas dans, kläder och dynamik. Turnén var också en kommersiell succé, med en vinst på 25 miljoner dollar och en total publik på 1,5 miljoner. Den spelades in och sändes på TV i flera länder. Konserten i Turin spelades in och släpptes på VHS med namnet Ciao, Italia! - Live from Italy. 

## Bakgrund
Madonnas film från 1987, Who's That Girl, blev ett kommersiellt misslyckande, men filmens soundtrack var en stor succé. På albumet fanns fyra låtar av Madonna och låtar av mindre kända artister hos Warner Bros. Records. Tre av Madonnas låtar släpptes som singlar: "Who's That Girl", "Causing a Commotion" och "The Look of Love". Albumet sålde i miljon exemplar i USA och fem miljoner världen runt. Bolaget tyckte att denna succé, plus faktumet att hennes tredje album True Blue också blev en succé, gjorde det realistiskt att planera en världsturné för Madonna. Turnén blev en stor succé, men när den var över uttryckte Madonna en mycket negativ inställning till musiken. Hon sa att hon aldrig vill höra en enda av hennes låtar igen, och att hon var mycket tveksam till om hon någonsin skulle producera en ny låt. Hon sa: "Jag avslutade turnén och kände mig så utbränd. Jag var övertygad om att jag aldrig mer skulle hålla på med musik". 

## Utveckling
Who's That Girl var musikaliskt och tekniskt överlägsen Madonnas tidigare turné The Virgin Tour, eftersom hon inkluderade multimedia för att skapa en mer fängslande show. För att kunna engagera sig till 100 procent och klara av de tuffa dansrutinerna började hon ta aerobicslektioner i Hollywood. När turnén närmade sig tränade hon varje dag, bland annat med en personlig tränare. 
Madonna ville ha en enorm scen med en central plattform, från vilken trappor gick ned. Den centrala plattformen flankerades av två lägre plattformar där bandet stod. Ovanför trapporna hängde en stor videoskärm, som under showen sänktes. Två projektorer fanns längst fram på scenen och under showen visades bland annat bilder på dåvarande påven Johannes Paulus II och den dåvarande amerikanska presidenten Ronald Reagan. Musikaliskt anlitades Patrick Leonard, som producerat True Blue, som chefsdirigent. Han uppmanade musikerna och Madonna att komma på nya idéer för att göra om gamla låtar. Därför fick flera gamla låtar ett nytt arrangemang, till exempel ett medley av "Dress You Up", "Material Girl" och "Like a Virgin". Shabba Doo var showens koreograf. 13 år gamla Christopher Finch anlitades för att spela rollen som den unga pojken i videon till "Open Your Heart". Madonna ville ha tre körsångare, ett team manliga bakgrundsdansare och flera kostymbyten. 

## Showen
Showen inleddes med att förbandet, Level 42, spelade. När de var klara började lamporna blinka runt hela arenan och Christopher Finch syntes på scenen med en ficklampa, letandes efter Madonna. Två dansare syns också på scenen där de hoppar runt och sedan lämnar. Till slut syns Madonnas siluett bakom en skärm, där hon börjar dansa medan skärmen höjs. Klädd i en svart spetsig korsett går hon ned för trapporna och börjar sjunga "Open Your Heart". Finch kommer sedan tillbaka på scenen och de två dansar tillsammans tills låten är slut. "Lucky Star" följer och under uppträdandet snurrar en discoboll ovanför scenen. Madonna och hennes dansare cirkulerade runt den och lamporna skapade ett flimrande sken över dem. För "True Blue" kom Madonna tillbaka på scenen, den här gången iklädd en blå klänning lik den hon bär i musikvideon till låten. Under "Papa Don't Preach" hade hon en svart jacka över klänningen och gick runt på scenen medan hon sjöng. Videoskärmen visade bilder på påven Johannes Paulus II och den dåvarande amerikanska presidenten Ronald Reagan. När låten var slut visade skärmen istället orden "Safe Sex" (Säkert Sex). Hon dedicerade uppträdandet till påven, vilket orsakade hennes första konflikt med Vatikanstaten när påven uppmanade italienarna att inte besöka Madonnas konsert.
Under "White Heat" visade videoskärmarna en scen från filmen med samma namn. Videoskärmen höjdes och Madonna syntes, med en pistol i handen, och hon dansade runt scenen och låtsades skjuta sina dansare. Det följdes av "Causing a Commotion" som slutade med att Madonna pekade på sina dansare och musiker och i stället för "I've got the moves baby" sjöng "He/she got the moves baby". När hon sjöng "The Look of Love" fokuserade strålkastaren på Madonna när hon gick runt på scenen och låtsades vara vilse. När låten var slut placerades en röd telefonkiosk på scenen, i vilken Madonnas siluett verkade byta kläder. Hon kom ut ur kiosken med nya kläder och började sjunga "Dress You Up". Sedan sjöng hon "Material Girl" och under "Like a Virgin" tog hon av sina kläder plagg för plagg tills hon stod i endast en svart korsett. 
Videoskärmarna började visa nyhetsartiklar angående Madonnas nakenbilder som publicerades i Playboy 1985. Skärmen höjdes och Madonna syntes och "Where's the Party" började. Finch återkommer på scenen och tillsammans med Madonna dansar han till "Into the Groove". Madonna hade en jacka som på ryggens mitt hade en burk (can) soppa flankerad av orden "U" och "CAN", en gestaltning av meningen "You Can Dance". De bugar för publiken och avslutar uppträdandet. Som extranummer inledde Madonna med "La Isla Bonita", iklädd samma röda flamenco-klänning som i låtens musikvideo. "Who's That Girl" följde och Madonna och hennes dansare dansade runt scenen och uppmuntrade publiken att sjunga med i refrängen. Konserten avslutades med en energisk version av "Holiday".

## Sändningar och inspelningar
Konserten på Korakuen Stadium i Tokyo visades på TV i Japan den 22 juni 1987 och släpptes sedan på VHS och laserdisc där med namnet Who's That Girl - Live in Japan. Den 4 september 1987 sändes konserten på Comunale Stadium i Turin, Italien på TV i Italien (RAI), Frankrike (TF1), Tyskland (SAT1), Österrike (ORF) och Spanien (TVE). Andra länder såsom Australien och Nederländerna sände också konserten på TV under 1987. En internationell VHS med namnet Ciao, Italia! - Live from Italy släpptes 1988. Den släpptes även på DVD och laserdisc 1999. Ciao, Italia! innehöll hela Who's That Girl-konserten med film från tre olika shower: Tokyo, 22 juni, Turin, 4 september, och Florens, 6 september. 

## Låtlista
1. "Open Your Heart"
2. "Lucky Star"
3. "True Blue"
4. "Papa Don't Preach"
5. "White Heat"
6. "Causing a Commotion"
7. "The Look of Love"
8. Medley:
  1. "Dress You Up"
  2. "Material Girl"
  3. "Like a Virgin"  (innehåller utdrag ur "I Can't Help Myself (Sugar Pie Honey Bunch)")
9. "Where's the Party"
10. "Live to Tell"
11. "Into the Groove"
12. "La Isla Bonita"
13. "Who's That Girl"
14. "Holiday"

## Datum
| Datum            | Ort               | Land           | Plats                              |
| ---------------- | ----------------- | -------------- | ---------------------------------- |
| Asien            |                   |                |                                    |
| 14 juni 1987     | Osaka             | Japan          | Osaka Stadium                      |
| 15 juni 1987     | Osaka             | Japan          | Osaka Stadium                      |
| 20 juni 1987     | Tokyo             | Japan          | Korakuen Stadium                   |
| 21 juni 1987     | Tokyo             | Japan          | Korakuen Stadium                   |
| 22 juni 1987     | Tokyo             | Japan          | Korakuen Stadium                   |
| Nordamerika      |                   |                |                                    |
| 27 juni 1987     | Miami             | USA            | Orange Bowl                        |
| 29 juni 1987     | Atlanta           | USA            | The Omni                           |
| 2 juli 1987      | Washington, D.C.  | USA            | Robert F. Kennedy Memorial Stadium |
| 4 juli 1987      | Toronto           | Kanada         | CNE Stadium                        |
| 6 juli 1987      | Montreal          | Kanada         | Montreal Forum                     |
| 7 juli 1987      | Montreal          | Kanada         | Montreal Forum                     |
| 9 juli 1987      | Foxborough        | USA            | Sullivan Stadium                   |
| 11 juli 1987     | Philadelphia      | USA            | Veterans Stadium                   |
| 13 juli 1987     | New York          | USA            | Madison Square Garden              |
| 15 juli 1987     | Seattle           | USA            | Kingdome                           |
| 18 juli 1987     | Anaheim           | USA            | Anaheim Stadium                    |
| 20 juli 1987     | Mountain View     | USA            | Shoreline Amphitheatre             |
| 21 juli 1987     | Mountain View     | USA            | Shoreline Amphitheatre             |
| 24 juli 1987     | Houston           | USA            | Astrodome                          |
| 26 juli 1987     | Irving            | USA            | Texas Stadium                      |
| 29 juli 1987     | Saint Paul        | USA            | Saint Paul Civic Center            |
| 31 juli 1987     | Chicago           | USA            | Soldier Field                      |
| 2 augusti 1987   | East Troy         | USA            | Alpine Valley Music Theatre        |
| 4 augusti 1987   | Richfield         | USA            | Richfield Coliseum                 |
| 5 augusti 1987   | Richfield         | USA            | Richfield Coliseum                 |
| 7 augusti 1987   | Pontiac           | USA            | Pontiac Silverdome                 |
| 9 augusti 1987   | East Rutherford   | USA            | Giants Stadium                     |
| Europa           |                   |                |                                    |
| 15 augusti 1987  | Leeds             | Storbritannien | Roundhay Park                      |
| 18 augusti 1987  | London            | Storbritannien | Wembley Stadium                    |
| 19 augusti 1987  | London            | Storbritannien | Wembley Stadium                    |
| 20 augusti 1987  | London            | Storbritannien | Wembley Stadium                    |
| 21 augusti 1987  | London            | Storbritannien | Wembley Stadium                    |
| 22 augusti 1987  | Frankfurt am Main | Västtyskland   | Waldstadion                        |
| 25 augusti 1987  | Rotterdam         | Nederländerna  | Feijenoord Stadion                 |
| 26 augusti 1987  | Rotterdam         | Nederländerna  | Feijenoord Stadion                 |
| 29 augusti 1987  | Paris             | Frankrike      | Parc de Sceaux                     |
| 31 augusti 1987  | Nice              | Frankrike      | Stade de l'Ouest                   |
| 4 september 1987 | Turin             | Italien        | Stadio Olimpico di Torino          |
| 6 september 1987 | Florens           | Italien        | Stadio Artemio Franchi             |

### Sålda biljetter
| Stad            | Arena                         | Biljetter Sålda / Tillgängliga | Bruttointäkt |
| --------------- | ----------------------------- | ------------------------------ | ------------ |
| Osaka           | Osaka Stadium                 | 89,996 / 89,996 (100 %)        | $888,773     |
| Tokyo           | Korakuen Stadium              | 65,000 / 65,000 (100 %)        | $780,123     |
| Miami           | Orange Bowl                   | 75,987 / 75,987 (100 %)        | $1,597,473   |
| Washington D.C. | R.F. Kennedy Memorial Stadium | 56,000 / 56,000 (100 %)        | $1,200,000   |
| Toronto         | CNE Stadium                   | 50,013 / 50,013 (100 %)        | $633,427     |
| Montreal        | Montreal Forum                | 32,985 / 32,985 (100 %)        | $430,735     |
| Philadelphia    | Philadelphia Veterans Stadium | 78,300 / 78,300 (100 %)        | $345,880     |
| New York City   | Madison Square Garden         | 14,262 / 14,262 (100 %)        | $688,225     |
| Anaheim         | Anaheim Stadium               | 62,986 / 62,986 (100 %)        | $1,417,185   |
| Houston         | Astrodome                     | 39,472 / 40,000 (98,7 %)       | $789,440     |
| Irving          | Texas Stadium                 | 40,601 / 41,000 (99,0 %)       | $812,020     |
| East Troy       | Alpine Valley Music Theatre   | 21,988 / 21,988 (100 %)        | $455,605     |
| Chicago         | Soldier Field                 | 56,923 / 56,923 (100 %)        | $751,854     |
| Pontiac         | Pontiac Silverdome            | 56,000 / 56,000 (100 %)        | $638,264     |
| East Rutherford | Giants Stadium                | 51,000 / 51,000 (100 %)        | $1,832,780   |
| Leeds           | Roundhay Park                 | 39,000 / 40,000 (99 %)         | $490,210     |
| London          | Wembley Stadium               | 288,000 / 288,000 (100 %)      | $4,984,956   |
| Frankfurt       | Waldstadion                   | 51,981 / 51,981 (100 %)        | $2,177,515   |
| Paris           | Parc de Sceaux                | 131,100 / 131,100 (100 %)      | $1,989,234   |
| Turin           | Stadio Olimpico di Torino     | 65,000 / 65,000 (100 %)        | $1,294,050   |
| TOTAL           | TOTAL                         | 1,386,594 / 1,388,521 (99,9 %) | $23,640,564  |

## Medverkande
| - Jeffrey Hornaday – tour director - Eric Barnett – turnéledare - Patrick Leonard – chefsdirigent, keyboard - Jerome Sirlin – scenograf - Peter Morse – ljus - Marlene Stewart – kläder - Christopher Ciccone – garderob - Rob Saduski – garderob - Debi Mazar – smink och hår - Mario Ciccone – rekvisita - Shabba Doo – koreograf, dansare - Jai Winding – keyboard | - James Harrah – bas - David Williams – Spansk gitarr - Kerry Hatch – synthbas - Jonathan Moffett – trummor - Luis Conte – slagverk - Donna De Lory – kör - Niki Haris – kör - Debra Parsons - kör - Nadirah Shakoor – kör för showerna i Japan - Angel Ferreira – dansare - Chris Finch – dansare |